# Latte di cammella
Il latte di cammella (specie bactrianus), o latte di dromedaria (specie dromadarius), è usato da secoli come alimento di base dai popoli nomadi del deserto.

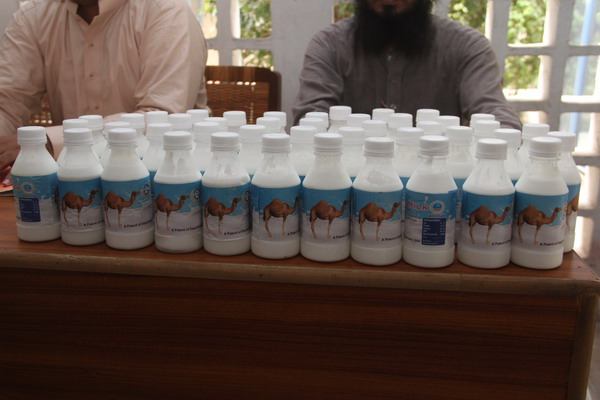
Latte di cammella

Appena munto, si presenta bianchissimo, con una schiuma densa e alta e con un sapore leggermente più salato rispetto al latte di mucca.
Possiede un elevato valore nutritivo: rispetto al latte vaccino, infatti, contiene il triplo di vitamina C  ed è più ricco di grassi e proteine.
Dal punto di vista della salute, si ritiene che il latte di cammella possa rinforzare il sistema immunitario. In India, il latte di cammello è usato anche come medicinale e anche i beduini del Medio Oriente credono nei suoi poteri curativi.

## Produzione
Il latte di cammella è ancora in gran parte un prodotto di sussistenza: infatti, il cammello, per la sua capacità di resistere fino a 21 giorni senza bere acqua e di produrre latte anche alimentandosi con foraggio di bassa qualità, rappresenta una scelta sostenibile per la sicurezza alimentare in condizioni ambientali difficili; la produzione industriale di latte di cammella è comunque un settore in crescita. La produzione media giornaliera per capo è di 5 litri nel caso di cammella bactrianus e di 20 litri in quello di dromedaria.
Il maggior produttore di latte di cammella è la Somalia seguita dall'Arabia Saudita.

## Importazione in Europa
Da marzo 2013, le importazioni nell'Unione europea di prodotti a base di latte crudo di dromedaria sono autorizzati solo se provenienti dall'emirato del Dubai dove gli allevamenti sono esenti da afta epizootica e sottoposti ad adeguate misure sanitarie.

## Formaggio di cammella
La realizzazione di formaggi a base di latte di cammella è più difficoltosa rispetto a quella che usa il latte di altri mammiferi.
In Mauritania, nel 1998, è stato creato il primo caseificio dell'Africa dell'ovest: con il marchio Tiviski (primavera, in mauritano), l'azienda produce yogurt, formaggi freschi chiamati Caravane e latte a lunga conservazione venduti principalmente nei supermercati di Nouakchott.

## Slow food
In Etiopia, nel distretto di Fantalle (regione di Oromia), è stato costituito un presidio slow food per salvaguardare la cultura dei pastori karrayyu, uno degli ultimi gruppi oromo che ancora vivono di pastorizia, minacciato da un estremo degrado ambientale. Nell'ambito di questo progetto slow food, a partire dal 2010 gli allevatori della comunità karrayu si sono costituiti in cooperativa per produrre latte di cammella e carne di qualità.